# Duško Antunović
Duško Antunović (Korčula, 24. veljače 1947. – Zagreb, 16. veljače 2012.), hrvatski vaterpolist, vaterpolski trener i prvi izbornik hrvatske vaterpolske reprezentacije.
Igrao je za hrvatski klub KPK i za srbijanski klub Partizan iz Beograda. S "malom hrvatskom reprezentacijom" u Partizanu (Dušan Antunović, Zoran Janković, Siniša Belamarić, Felice Tedeschi, Uroš Marović - došao iz Splita, trener Vlaho Orlić) osvojio je Kup europskih prvaka 1970./71., Kup europskih prvaka 1974./75. ("malu Hrvatsku" u Partizanu činili su: Ratko Rudić, Dušan Antunović, Siniša Belamarić, Uroš Marović, trener Vlaho Orlić) te Kup europskih prvaka 1975./76. ("malu Hrvatsku" u Partizanu činili su: Ratko Rudić, Dušan Antunović, Siniša Belamarić, Uroš Marović, trener Vlaho Orlić)
Kao trener zagrebačke Mladosti osvojio je Kup europskih prvaka 1989./90., svrgnuvši nakon dugo godina njemačkog Spandaua koji je dugo vladao Europom. Uspjeh je ponovio sljedeće godine.
2011. je godine dobio nagradu HOO-a Matija Ljubek.